# ペンション
ペンション（pension）は、宿泊施設の形態のひとつ。

## 概要
民宿のうち、建物が西洋風の瀟洒な外観・内装で、食事も主に西洋料理を提供する宿泊施設を指す。
ドイツやオーストリア、イタリア、スペインなどにおいては、比較的低価格で泊まれる小規模なホテルを指して「ペンション」との呼称が用いられることがある。これは、イギリスやアメリカ合衆国におけるベッド・アンド・ブレックファスト（B&B）や、フランスにおけるシャンブル・ドットに相当する。

## 語源
「Pension」とは元来、英語では、「年金」の意味である。英語圏でペンションといっても宿の意味では通じない。
なおフランス語ではpensionに年金の意味もあり、また下宿や寮も意味する。

## 日本の事例
家族経営であることが多く、小規模である。観光利用・レジャー利用を主に想定しており、観光地で営業する施設が多い。客室はベッドとフローリングの床などを備えた洋室であり、ツインなど複数のベッドがある部屋が主となる。各部屋にはバス・トイレが備わっている場合もあれば、共同トイレや共同バスの利用となる場合もある。多くは、1泊2食（夕食・朝食）付きの宿泊・料金を基本としている。食事は施設内のダイニングルームで提供される。西洋料理を供する場合が多いが、和食を供する場合もあり、洋食を基本とする食事の中に和食の惣菜も供する場合も少なくない。郷土料理や食材の地産地消による料理により、食事で特色を出しているペンションが多い。また、家庭的な接客サービスがセールスポイントとされることも多い。
長野県・山梨県など内陸部の高原リゾートや山岳リゾート、スキー場近辺に立地するペンションが多いが、海水浴場のある観光地、離島など沿岸部で営業するペンションもある。
高原リゾートやスキーリゾートなどでは、不動産業者がペンション経営者に土地を分譲して供給する関係で、複数のペンションが集合して営業していることが少なくない。ペンションが複数集合する場所が「ペンション村」と呼ばれることもある。経営者が地元出身者の場合もあるが、他の地方（主に首都圏や関西圏など大都市部）から転入して営業している宿も少なくない。

## 西ヨーロッパの事例
一般のホテルに比べて家族経営を基本とするので小規模である。日本語の「ペンション」からイメージされるような観光地やリゾート地でのカップルや家族連れを対象とした営業を原則とするものではない。夕食はふつう提供されず、ダイニングルームでの朝食込みの宿泊料金が基本となる。また、客室にはバス（またはシャワー）・トイレが付かないものが多く、その場合には、シャワーやトイレは共同使用となる。
ウィーンなど大都市の中心部では、建物のテナントに入居しているなど、建物の1つの階のみまたは2つ以上の一部の階のみで営業するペンションもみられる。治安の良好な小都市のペンションでは、チェックイン時に宿泊客に客室の鍵のほか玄関の鍵も渡すペンションがあり、外出から戻るのが深夜になって玄関の扉が施錠されている際にはそれによって開錠することになる。
ドイツ語圏では、同じく家族経営の小規模で比較的低料金の宿泊施設「ガストホフ（Gasthof、ガストハウス（en:Gasthaus）とも）」がある。これは、同一の建物で宿泊客以外も利用できる居酒屋などの飲食店を兼営していることが「ペンション」とは異なる。